# Батлер (Алабама)
Батлер (енгл. Butler) град је у америчкој савезној држави Алабама. По попису становништва из 2010. у њему је живело 1.894 становника.

## Демографија
Према попису становништва из 2010. у граду је живело 1.894 становника, што је 58 (3,0%) становника мање него 2000. године.
| Група             | 2000.         | 2010.         |
| Белци             | 1.581 (81,0%) | 1.349 (71,2%) |
| Афроамериканци    | 349 (17,9%)   | 505 (26,7%)   |
| Азијати           | 0 (0,0%)      | 4 (0,2%)      |
| Хиспаноамериканци | 12 (0,6%)     | 14 (0,7%)     |
| Укупно            | 1.952         | 1.894         |